# Île Moyenne

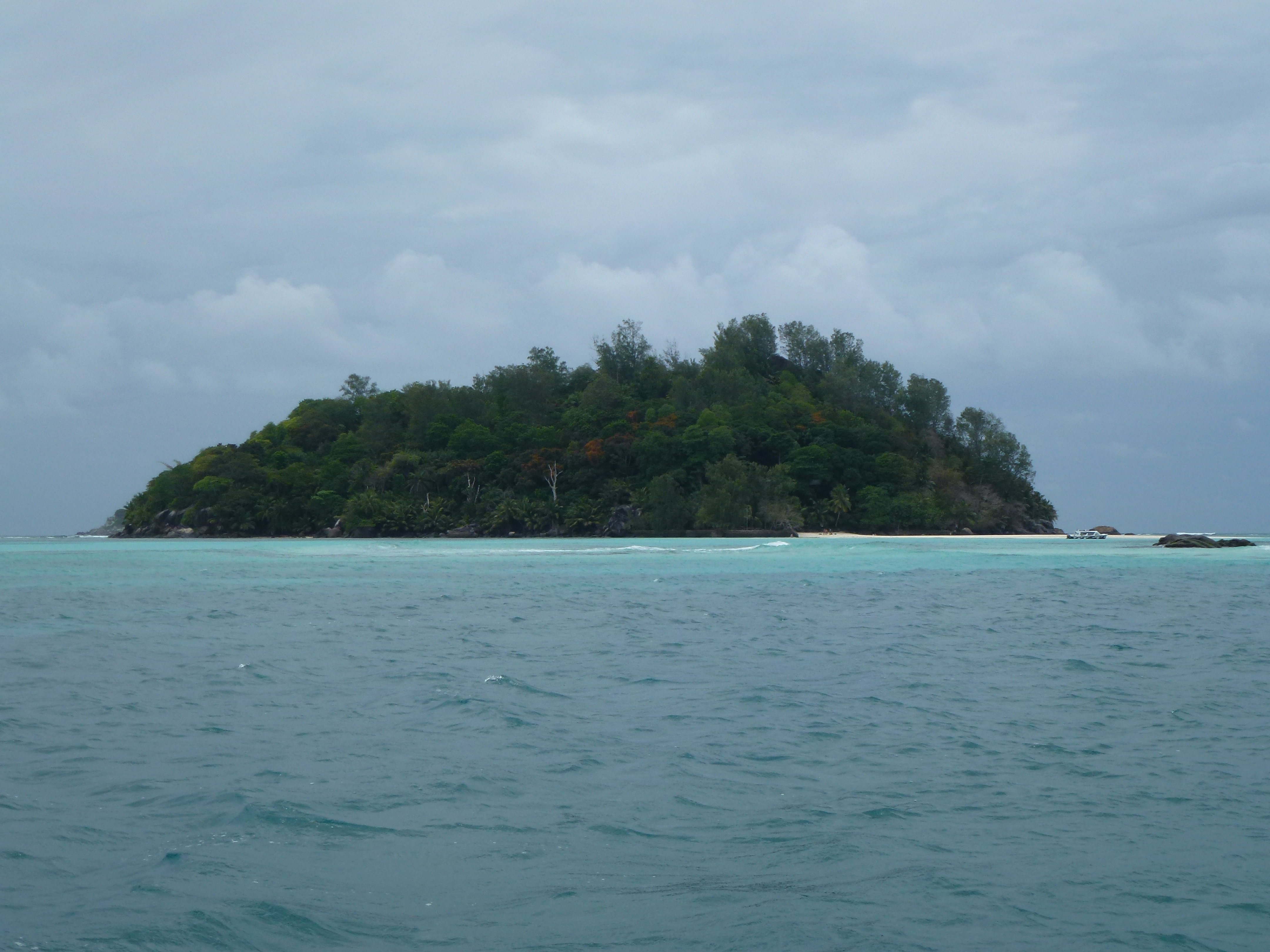
Île Moyenne

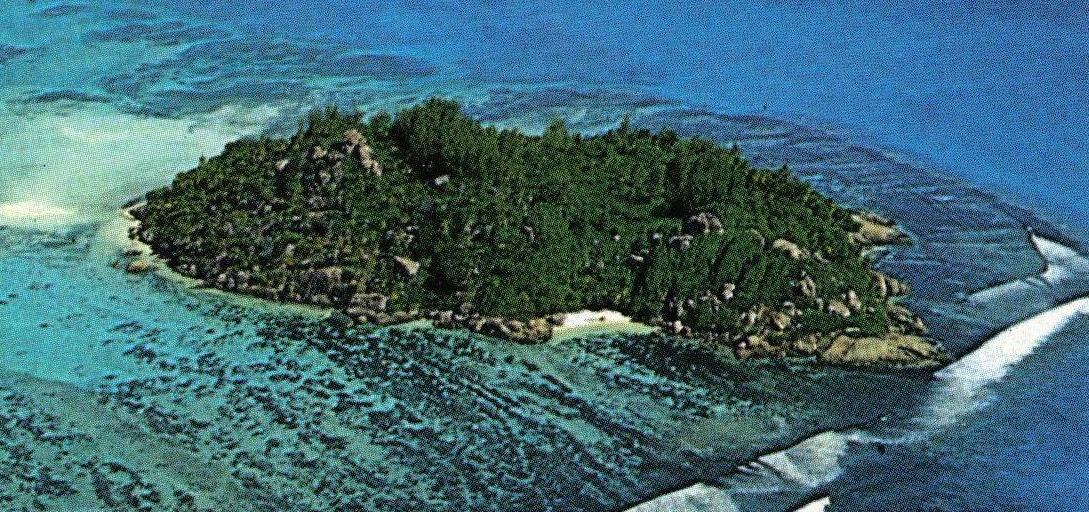
Moyenne vanuit de lucht

Île Moyenne is een eiland in het Sainte-Anne Marine National Park ten noordoosten van Mahé, het hoofdeiland van de Seychellen. Het heeft een oppervlakte van 9 hectare.
Het eiland werd reeds van 1850 tot 1915 bewoond. Île Moyenne is sinds de 1962 eigendom van de Engelsman Brendon Grimshaw. Hij kocht het voor achtduizend pond. Tot aan zijn dood in 2012 heeft hij Moyenne bewoond en samen met een assistent, Rene Antoine Lafortune, omgebouwd tot natuurreservaat. Ze hebben 16.000 bomen geplant en 4,8 km aan paden aangelegd. Ze verdienden geld door toeristen over het eiland rond te leiden.
Op het eiland zijn twee piratengraven te vinden. Er bestaat een gerucht dat de piraat Olivier Levasseur een schat op het eiland verborgen zou hebben. Deze heeft Brendon Grimshaw echter nooit gevonden. Verder leven hier een aantal grote schildpadden.
Aan het eind van zijn leven sprak Grimshaw zijn zorg uit dat Moyenne na zijn dood mogelijk omgebouwd zou worden tot hotelresort. Dit was immers ook al met de omliggende eilanden gebeurd en Grimshaw kreeg meerdere malen bedragen van boven de twintig miljoen pond geboden voor het eiland. 
Île Moyenne werd echter vanaf 2008 een apart nationaal park met de naam Moyenne Island National Park.